# Payena lamii
Payena lamii là một loài thực vật có hoa trong họ Hồng xiêm. Loài này được A.Bruggen mô tả khoa học đầu tiên năm 1958.